# Prêmio ACIE de Cinema 2004
O Prêmio ACIE de Cinema de 2004 foi a primeira edição do Prêmio ACIE, concedido pela Associação dos Correspondentes de Imprensa Estrangeira no Brasil, a ACIE. A entrega dos troféus ocorreu em 15 de março de 2004 no Centro Cultural Banco do Brasil, no Rio de Janeiro, reunindo diversos profissionais atuantes no cinema brasileiro.

## Indicados e vencedores
A lista de indicados foi divulgada em 18 de fevereiro de 2004 pela ACIE e contemplaram produções lançadas comercialmente durante o ano de 2003 no Brasil. Os vencedores foram anunciados na noite de 15 de março de 2004 e estão em negrito na tabela abaixo:
| Melhor Filme O Homem que Copiava – Nora Goulart e Luciana Tomasi - Amarelo Manga – Cláudio Assis e Paulo Sacramento - O Homem do Ano – José Henrique Fonseca, Leonardo Monteiro e Flávio Ramos Tambellini - Carandiru – Héctor Babenco, Óscar Kramer e Rui Pires                         | Melhor Direção Héctor Babenco – Carandiru - Anna Muylaert – Durval Discos - Jorge Furtado – O Homem que Copiava - José Henrique Fonseca – O Homem do Ano |
| Melhor Ator Marco Nanini – Apolônio Brasil, o Campeão da Alegria como Apolônio Brasil - Ary França – Durval Discos como Durval - Selton Melo – Lisbela e o Prisioneiro como Leléu Antônio da Anunciação - Wagner Moura – Deus é Brasileiro como Edvaltécio Barbosa da Anunciação "Taoca" | Melhor Atriz Débora Falabella – Dois Perdidos Numa Noite Suja como Paco - Claudia Abreu – O Caminho das Nuvens como Rose - Fernanda Torres – Os Normais como Vanilce "Vani" Alencar - Simone Spoladore – Desmundo como Oribela                                                    |
| Melhor Roteiro O Homem do Ano – Rubem Fonseca, Patrícia Melo e José Henrique Fonseca - Desmundo – Sabina Anzuategui e Alain Fresnot - Seja o que Deus Quiser – Murilo Salles, João Emanuel Carneiro e Mauricio Lissovsky - Separações – Domingos de Oliveira e Priscila Rozenbaum        | Melhor Documentário Nelson Freire – Beto Bruno e Maurício Andrade Ramos - Banda da Ipanema – Luiz Carlos Lira - Paulinho da Viola: Meu Tempo E Hoje – Beto Bruno e Maurício Andrade Ramos - Um Passaporte Húngaro – Michel David, Marcelo Ludwig, Pierre Schaeffer e Pál Schiffer |